# Девојка бржа од коња
„Девојка бржа од коња“ је југословенски телевизијски филм из 1974. године. Режирао га је Јован Коњовић, а сценарио су писали Јован Коњовић и Никола Трајковић.

## Улоге
| Глумац             | Улога |
| ------------------ | ----- |
| Капиталина Ерић    |       |
| Петар Краљ         |       |
| Розалија Леваи     |       |
| Светолик Никачевић |       |
| Предраг Тасовац    |       |